# Zulia Calatayud
Zulia Calatayud (ur. 9 listopada 1979 w Hawanie) – kubańska lekkoatletka, biegająca na średnich dystansach. Największe sukcesy osiągała dotychczas w biegu na 800 m.
Calatayud jest liczącą się biegaczką od 2000, kiedy to po raz pierwszy w swojej karierze zeszła poniżej 2 minut w biegu na 800 m. Było to podczas Igrzysk Olimpijskich w Sydney, gdzie zajęła ostatecznie 6. miejsce w biegu finałowym. Na kolejnych Igrzyskach w 2004 zajęła 8. miejsce. Jak dotychczas jej największym osiągnięciem jest złoty medal Mistrzostw Świata w 2005. Startowała również w igrzyskach panamerykańskich, zdobyła cztery medale igrzysk w Winnipeg oraz w Rio de Janeiro.
Rekord życiowy Calatayud w biegu na 800 m wynosi 1:56,09 ustanowiony w 2002.